# Wykeham (Scarborough)
Wykeham – wieś w Anglii, w hrabstwie North Yorkshire, w dystrykcie (unitary authority) North Yorkshire. Leży 48 km na północny wschód od miasta York i 305 km na północ od Londynu. W 2001 miejscowość liczyła 290 mieszkańców.